# Ruffec (Charente)
Ruffec é uma comuna francesa na região administrativa da Nova Aquitânia, no departamento de Charente. Estende-se por uma área de 13,37 km². Em 2010 a comuna tinha 3 526 habitantes (densidade: 263,7 hab./km²).